# آلفرد جوزف بیکر
آلفرد جوزف بیکر (انگلیسی: Alfred Joseph Baker; ۱۰ فوریهٔ ۱۸۴۶ – ۳ ژانویهٔ ۱۹۰۰) دلال حراج، و بازیکن فوتبال اهل پادشاهی متحد بریتانیای کبیر و ایرلند بود.
از باشگاه‌هایی که در آن بازی کرده‌است می‌توان به باشگاه فوتبال واندررز اشاره کرد.